# Trofeo Gaspar Matas
El Trofeo Gaspar Matas fue un Torneo amistoso de verano, jugado en la localidad de Palamós, provincia de Gerona y perteneciente a la Comunidad Autónoma de Cataluña (España).
El Trofeo comenzó a disputarse en 1980 y su última edición fue en 2012. El Trofeo debe su nombre a Gaspar Matas, fundador del club Palamós CF en 1898.
Los partidos se juegan desde 1989 en el Nou Estadi de Palamós. Anteriormente se disputaban en el ya derruido Campo de Cervantes.

## Palmarés
| Año  | Edición | Campeón          | Resultado | Subcampeón     |
| ---- | ------- | ---------------- | --------- | -------------- |
| 1980 | I       | CD Malgrat       | 2-0       | Palamós CF     |
| 1981 | II      | CE Júpiter       | 1-1 (pen) | Palamós CF     |
| 1982 | III     | Palamós CF       | 4-1       | CE Farners     |
| 1983 | IV      | RCD Español B    | 3-2       | CE Farners     |
| 1984 | V       | Palamós CF       | 4-2       | FC Palafrugell |
| 1985 | VI      | Girona FC        | 2-0       | Palamós CF     |
| 1986 | VII     | Palamós CF       | 2-1       | UE Calella     |
| 1987 | VIII    | Palamós CF       | 3-1       | CE Banyoles    |
| 1988 | IX      | Palamós CF       | 4-1       | UE Calella     |
| 1989 | X       | Palamós CF       | 1-1 (pen) | São José EC    |
| 1990 | XI      | Palamós CF       | 3-1       | AD Cabofrinese |
| 1991 | XII     | Palamós CF       | 6-1       | América RJ     |
| 1992 | XIII    | Real Zaragoza    | 1-1 (pen) | Palamós CF     |
| 1993 | XIV     | Palamós CF       | 1-0       | Girona FC      |
| 1994 | XV      | Palamós CF       | 2-2 (pen) | CE Sabadell    |
| 1995 | XVI     | Palamós CF       | 1-0       | CE Manresa     |
| 1996 | XVII    | Palamós CF       | 1-0       | AEC Manlleu    |
| 1997 | XVIII   | UDA Gramenet     | 2-0       | Palamós CF     |
| 1998 | XIX     | Real Madrid CF B | 3-1       | Palamós CF     |
| 1999 | XX      | UE Figueres      | 1-0       | Palamós CF     |
| 2000 | XXI     | CE Sabadell      | 3-2       | Palamós CF     |
| 2001 | XXII    | Villarreal CF    | 0-0 (pen) | Palamós CF     |
| 2002 | XIII    | Palamós CF       | 3-1       | Terrassa FC    |
| 2003 | XXIV    | Terrassa FC      | 2-1       | Palamós CF     |
| 2004 | XXV     | Girona FC        | 1-0       | Palamós CF     |
| 2005 | XXVI    | UE Figueres      | 2-1       | Palamós CF     |
| 2006 | XXVII   | UE Figueres      | 1-1 (pen) | Palamós CF     |
| 2007 | XXVIII  | Palamós CF       | 2-1       | CF Peralada    |
| 2008 | XXIX    | Girona FC        | 2-1       | Palamós CF     |
| 2009 | XXX     | FC Barcelona B   | 1-0       | Palamós CF     |
| 2010 | XXXI    | CF Badalona      | 1-0       | Palamós CF     |
| 2011 | XXXII   | UE Olot          | 1-0       | Palamós CF     |
| 2012 | XXXIII  | RCD Español B    | 2-1       | Palamós CF     |

## Campeones
| Equipo           | Títulos | Ediciones                                                                          |
| ---------------- | ------- | ---------------------------------------------------------------------------------- |
| Palamós CF       | 14      | 1982, 1984, 1986, 1987, 1988, 1989, 1990, 1991, 1993, 1994, 1995, 1996, 2002, 2007 |
| Girona FC        | 3       | 1985, 2004, 2008                                                                   |
| UE Figueres      | 3       | 1999, 2005, 2006                                                                   |
| RCD Español B    | 2       | 1983, 2012                                                                         |
| CD Malgrat       | 1       | 1980                                                                               |
| CE Júpiter       | 1       | 1981                                                                               |
| Real Zaragoza    | 1       | 1992                                                                               |
| UDA Gramenet     | 1       | 1997                                                                               |
| Real Madrid CF B | 1       | 1998                                                                               |
| CE Sabadell      | 1       | 2000                                                                               |
| Villarreal CF    | 1       | 2001                                                                               |
| Terrassa FC      | 1       | 2003                                                                               |
| FC Barcelona B   | 1       | 2009                                                                               |
| CF Badalona      | 1       | 2010                                                                               |
| UE Olot          | 1       | 2011                                                                               |